# 히노·K/T/H형 트럭
히노·K#/T#/H#형 트럭(일본어: 日野・K#/T#/H#型トラック 히노・K#/T#/H# 카타토랏쿠[*])은 일본 히노 자동차가 생산했던 대형 트럭으로 일본 최초의 캡오버 트럭이다. 대한민국에서는 기아산업(훗날 기아자동차, 현 기아)가 1978년부터 1987년까지 KB형만 들여와 KB900/940으로 판매하였다.

## 개요
1950년 5월에 트레일러 사양인 T10형과 7.5톤 사양인 TH10형이 출시되었다. 엔진은 DS10형이 탑재되었다. 히노 자동차의 최초의 보닛 트럭 사양이다. 1951년 2월에 SH10형이 출시되었고, 1956년 5월에 6.5톤급 사양인 KSH13형이 출시되었다.
1959년 3월에 일본 최초의 캡오버 사양인 TC10형이 출시되었다. 1961년에 TC30형 모델이 출시되었고 엔진은 DK10형을 탑재했다. 1962년 2월에 TC형 모델을 기반으로 8톤급 TH80형이 출시되었고 엔진은 DS50형이 탑재되었다. 1964년 11월에 3축 사양인 ZM100D형이 출시되었다. 1965년 2월에 트레일러 사양인 KA300형이 출시되었고 엔진은 DK100형이 탑재되었다. 1966년 11월에 2축 트레일러 사양인 HE300형이 출시되었다. 1967년에 3축 사양인 KF721형이 출시되었고, 같은 해 9월에 8톤급 사양인 KB340형이 출시되었다. 1968년에 마이너 체인지로 TC320형 모델로 변경되었고 트레일러 사양인 KG300형, HG300형 모델이 출시되었다.
1969년 9월에 풀모델 체인지가 되면서 전등이 주황색으로 변경되었고 3축 트랙터 사양인 HH700형이 출시되었다. 1970년 4월에 보닛형 사양이 풀모델 체인지로 새로운 디자인으로 변경되었고 2축 트랙터 사양인 HE301형이 출시되었다. 1971년 7월에 마이너 체인지로 캡오버 사양 모델이 변경되었고, 8기통 엔진인 EF100형, EG100형과 6기톤 엔진인 ED100형이 탑재되었다. 또한 크레인 트럭 사양의 경우 범퍼가 금속 전용 제품으로 변경되었다. 같은 해 12월에 HH130형, HH340형 모델이 마이너 체인지가 되었고 동시에 ZM101D형과 트레일러 사양인 TC741형이 출시되었다.
1974년 11월에 저상 4축 사양인 KS300계가 출시되었고 세계 최초의 4축 저상형 트럭이다. 1975년 7월에 마이너 체인지로 프론트 그릴의 디자인이 변경되었다. 1976년 4월에 캡오버 사양에 한해 계기판 디자인이 변경되었다. 1977년 8월에 제설차 사양인 ZH110형, WD300형이 풀모델 체인지로 엔진은 EK100형이 탑재되었다. 1979년에 배출가스 규제 대응에 따라 마이너 체인지로 테일 램프가 사각형으로 변경되었다. 1980년에 마이너 체인지로 그릴 상단 오른쪽에 로고가 들어간 플레이트가 장착되었고 조수석 문에 안전 창문이 추가되었다.
1981년에 후속 차량인 히노 슈퍼돌핀이 출시되면서 단종되었다. 이와는 별도로 구내 전용 차량과 제설차 사양이 1984년까지 생산 후 단종되었다.

## 라인업
★ 후드형 사양도 별도로 존재한 모델
- TC형 (6x2F)
- TE형 (4X2, 보닛 사양)
- TH형 (4X2, KB형의 전신) ★
- ZM형 (6X4) ★
- KF형 (6X2R)
- KS형 (8X4, 저상형 사양)
- KB형 (4X2) ★
- KA형 (4X2, 트레일러 사양) ★
- HE형 (4X2, 트레일러 사양)
- HH형 (6X4, 트레일러 사양)

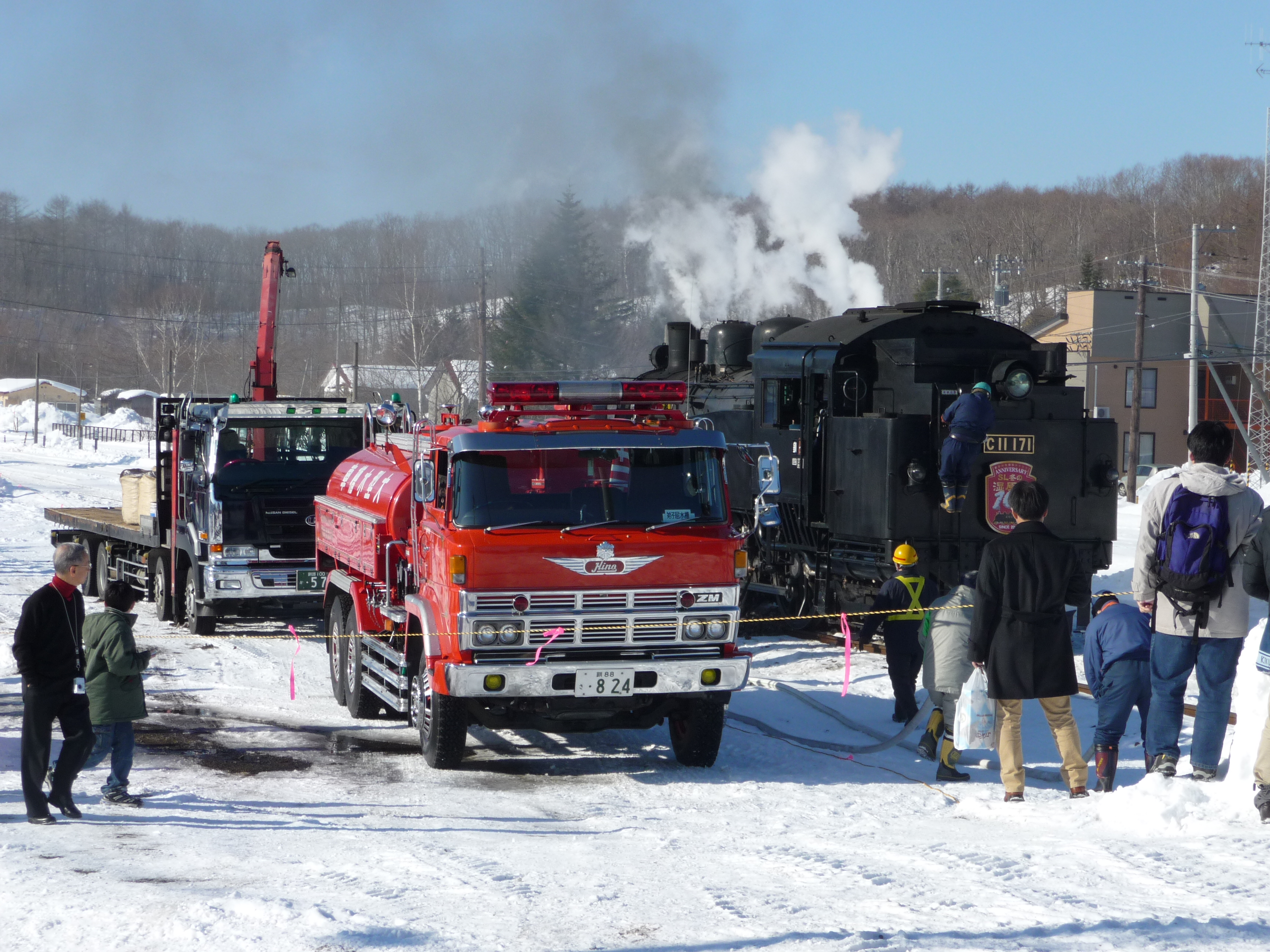
ZM 후기형 수조차

- HY형 (6X4, 후드형 트레일러 사양) ★
- ZC형 (6X6, 보닛형 사양)
- ZH형 (4x4륜 구동 차량 보닛형 사양)
- ZT형 (6X4, 크레인 트럭 사양)
- ZR형 (8X4, 크레인 트럭 사양)
- ZS형 (6X2F, 크레인 트럭 사양)
- ZQ형 (6X4, 크레인 트럭 사양)
- BG형 (4X2, 저상형 캡오버 차량)
- WD형 (4X4, 전륜 구동 차량)
- 구내 전용 덤프 WP형 (6x4)

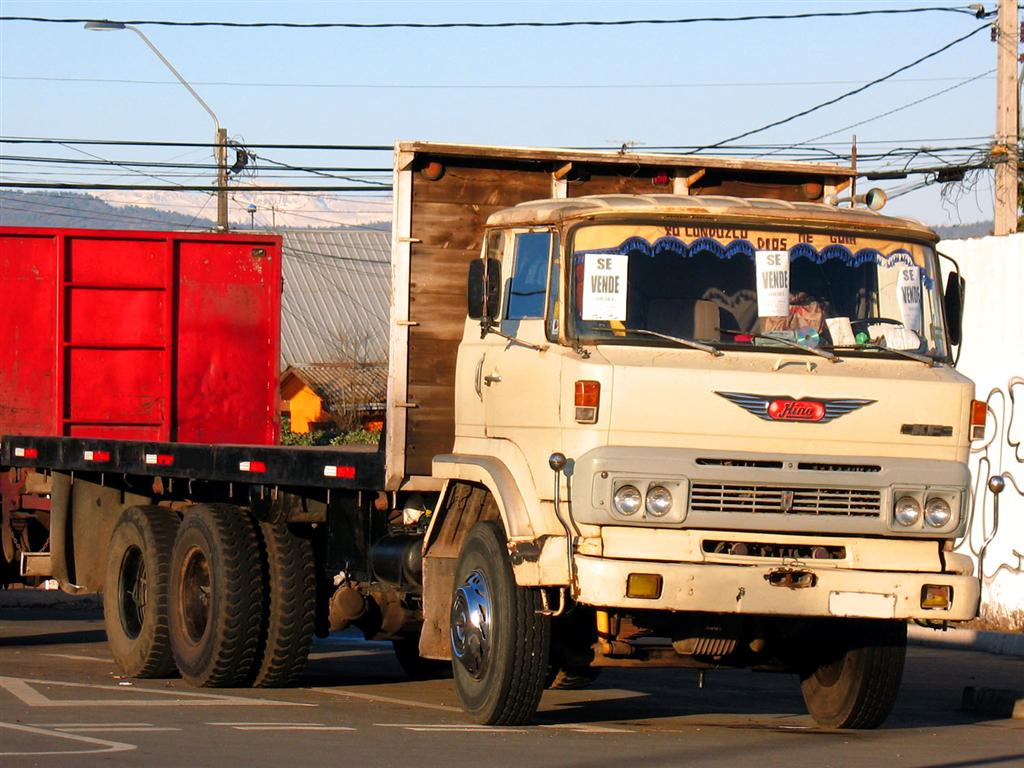
KF형
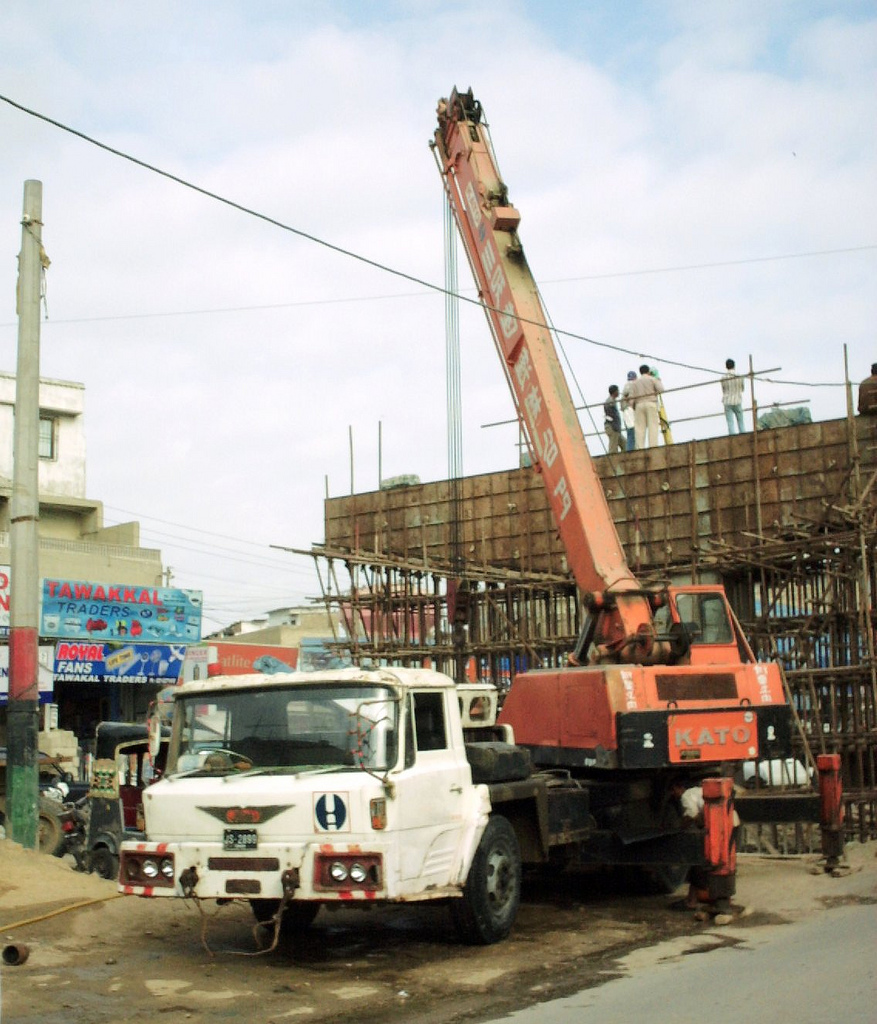
ZT형

## 사진

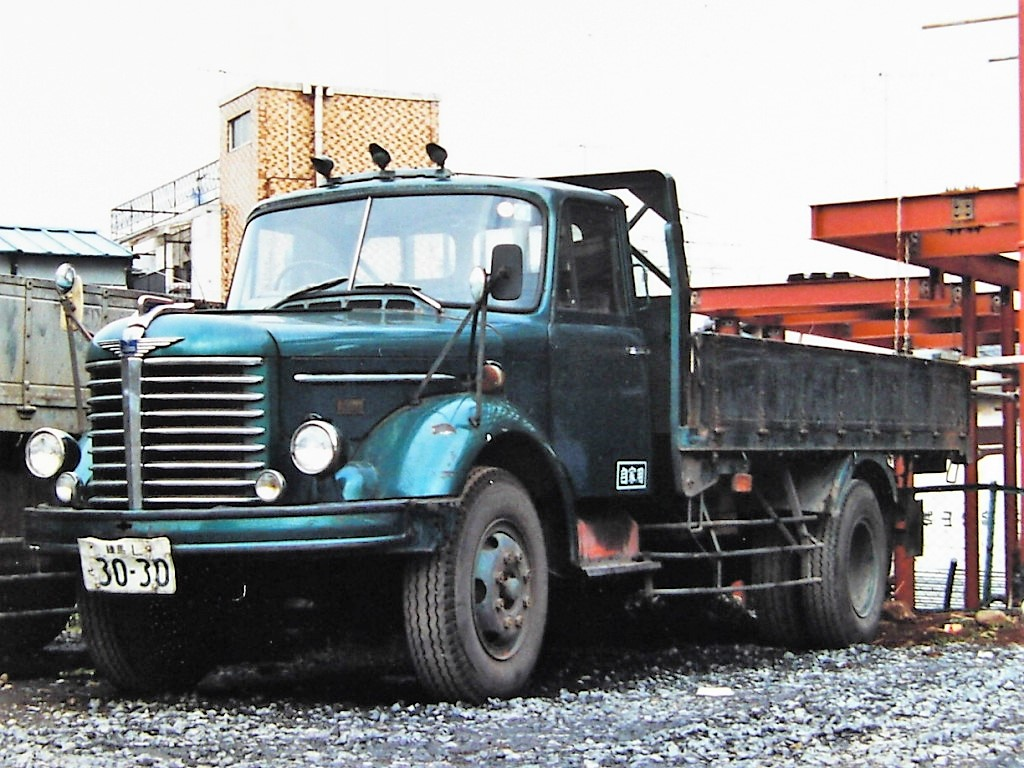
TE10형
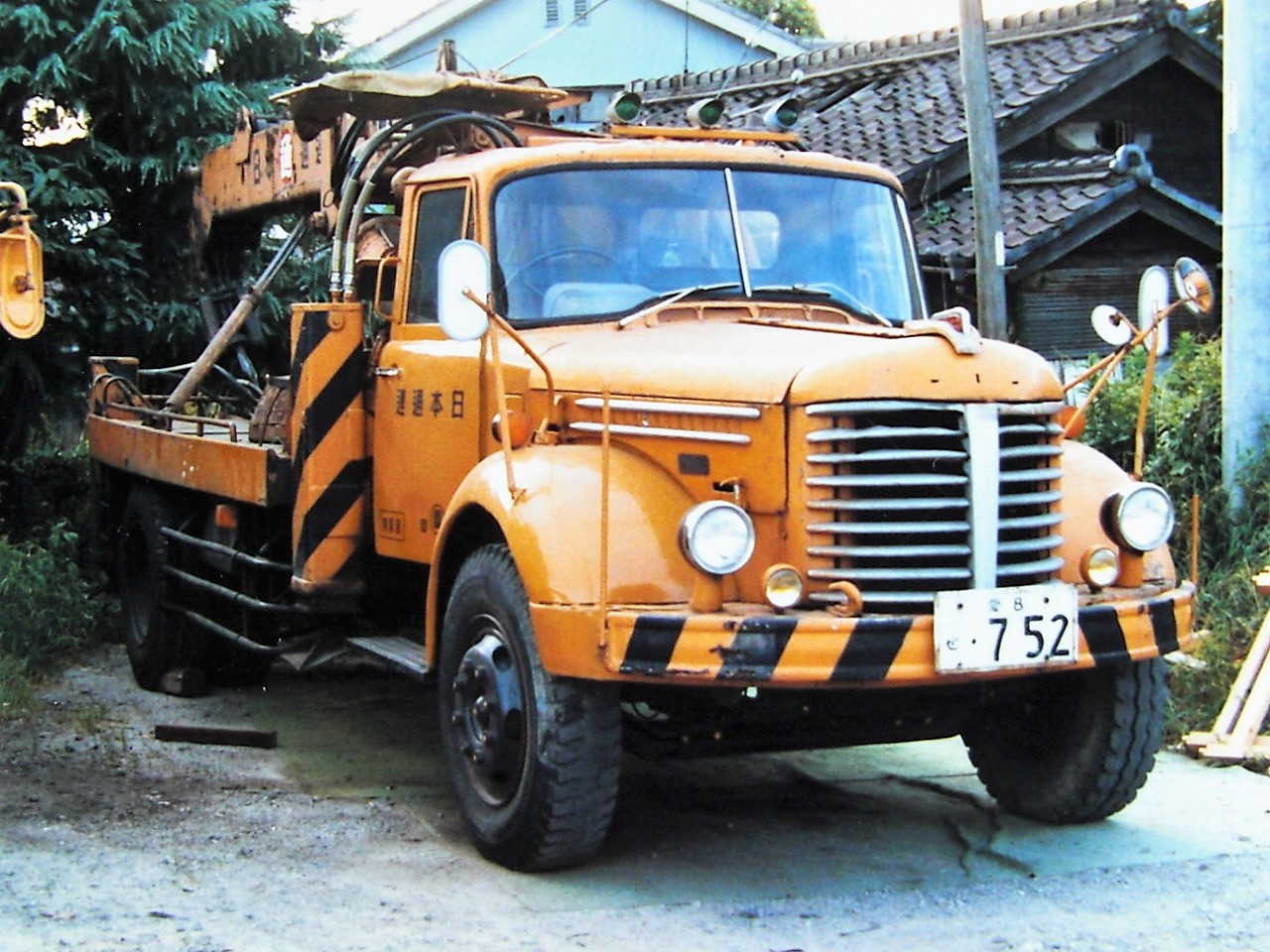
TH17형
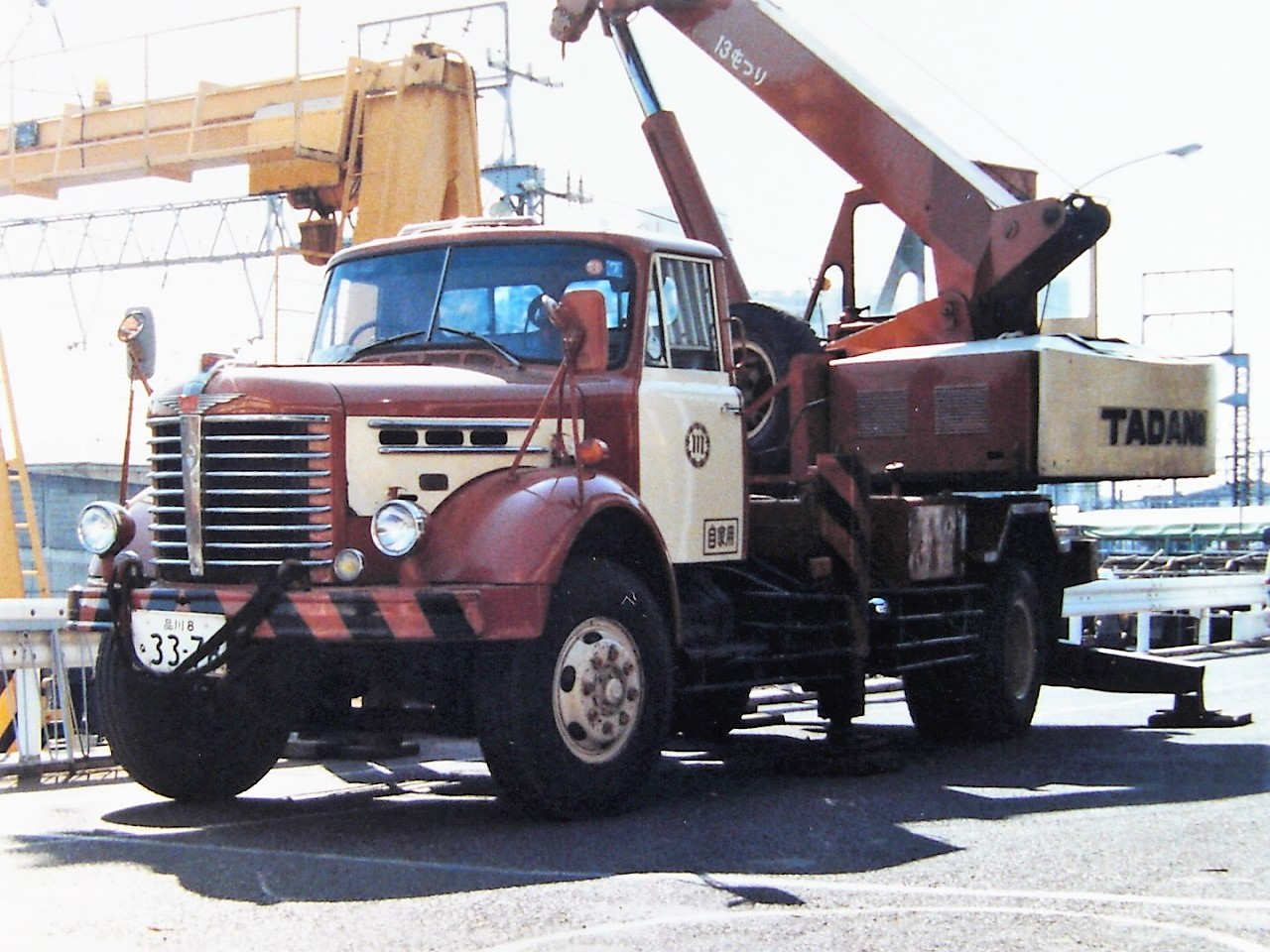
KB120형
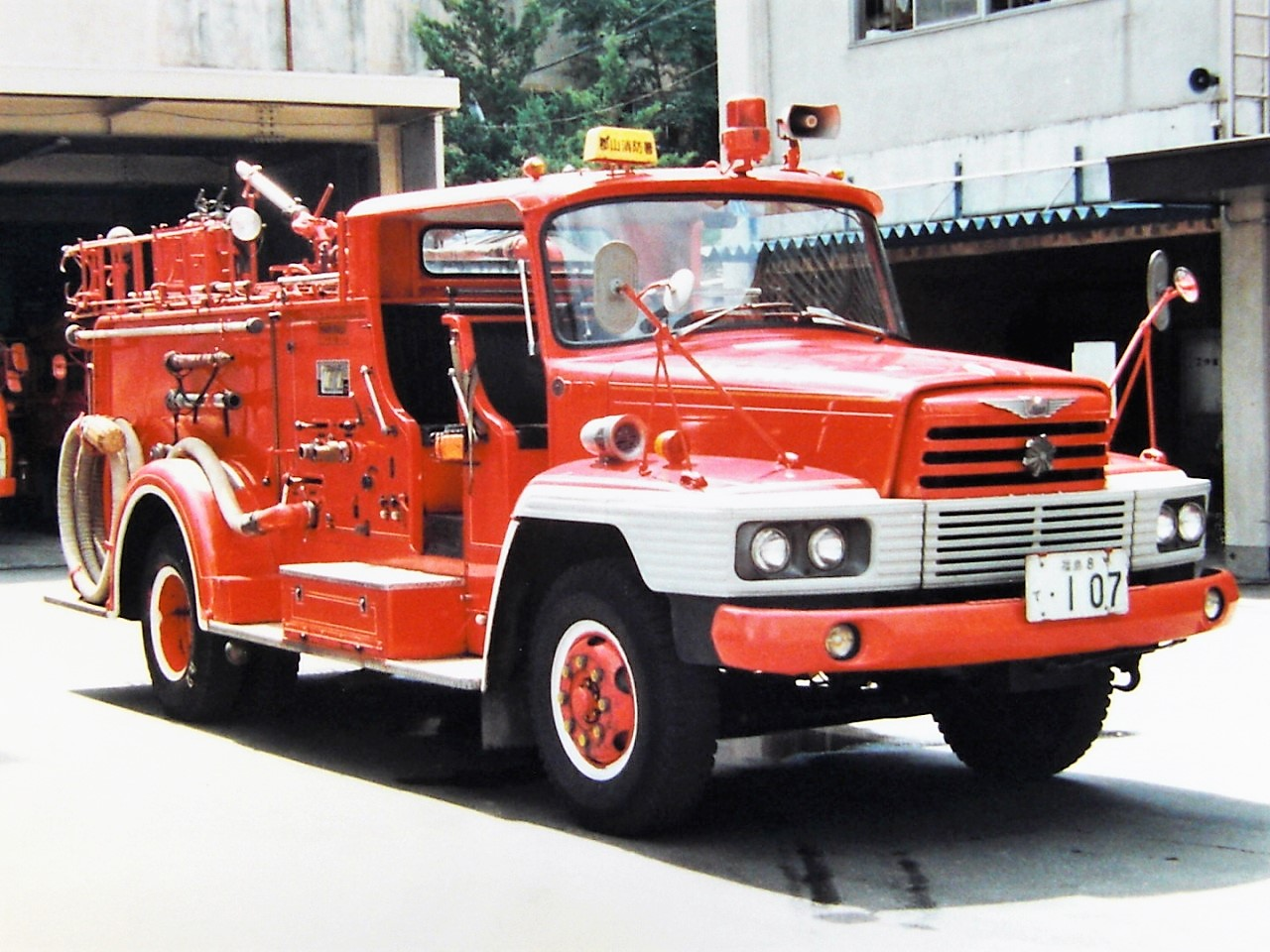
TE100형
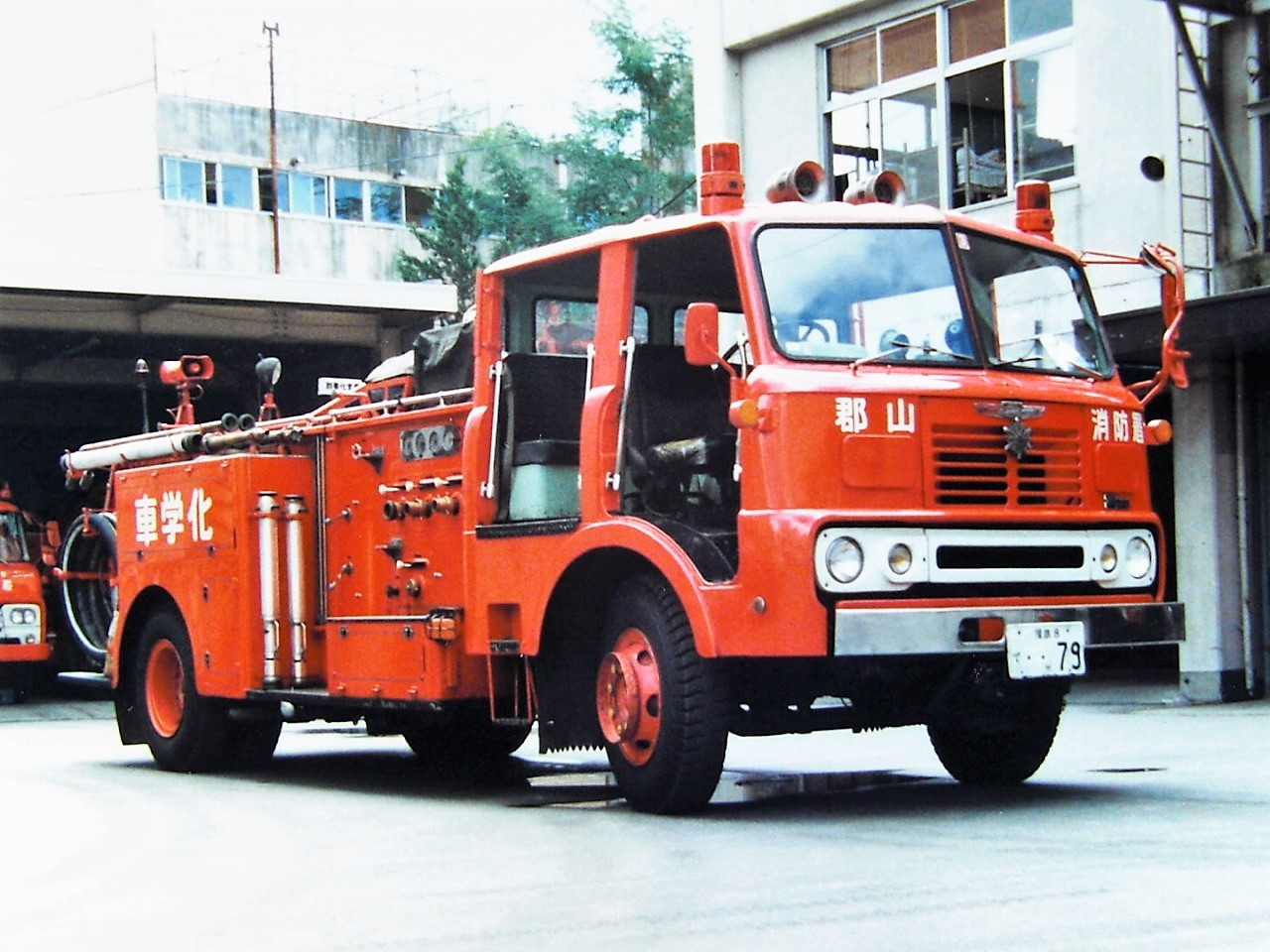
TH80형
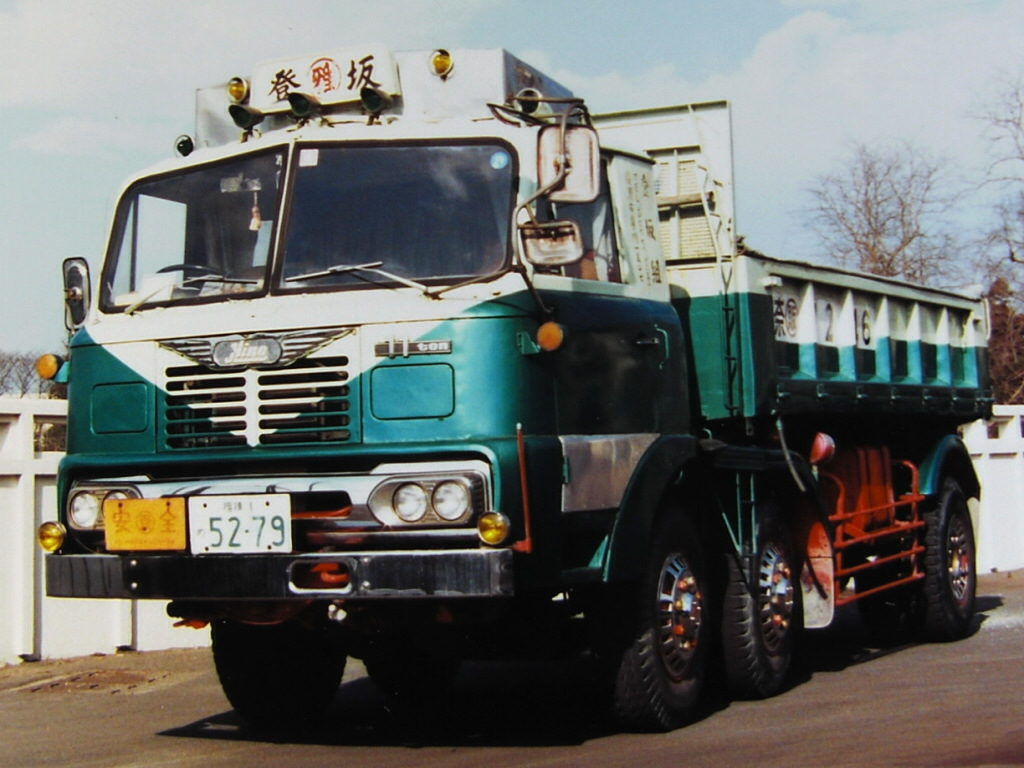
TC300형
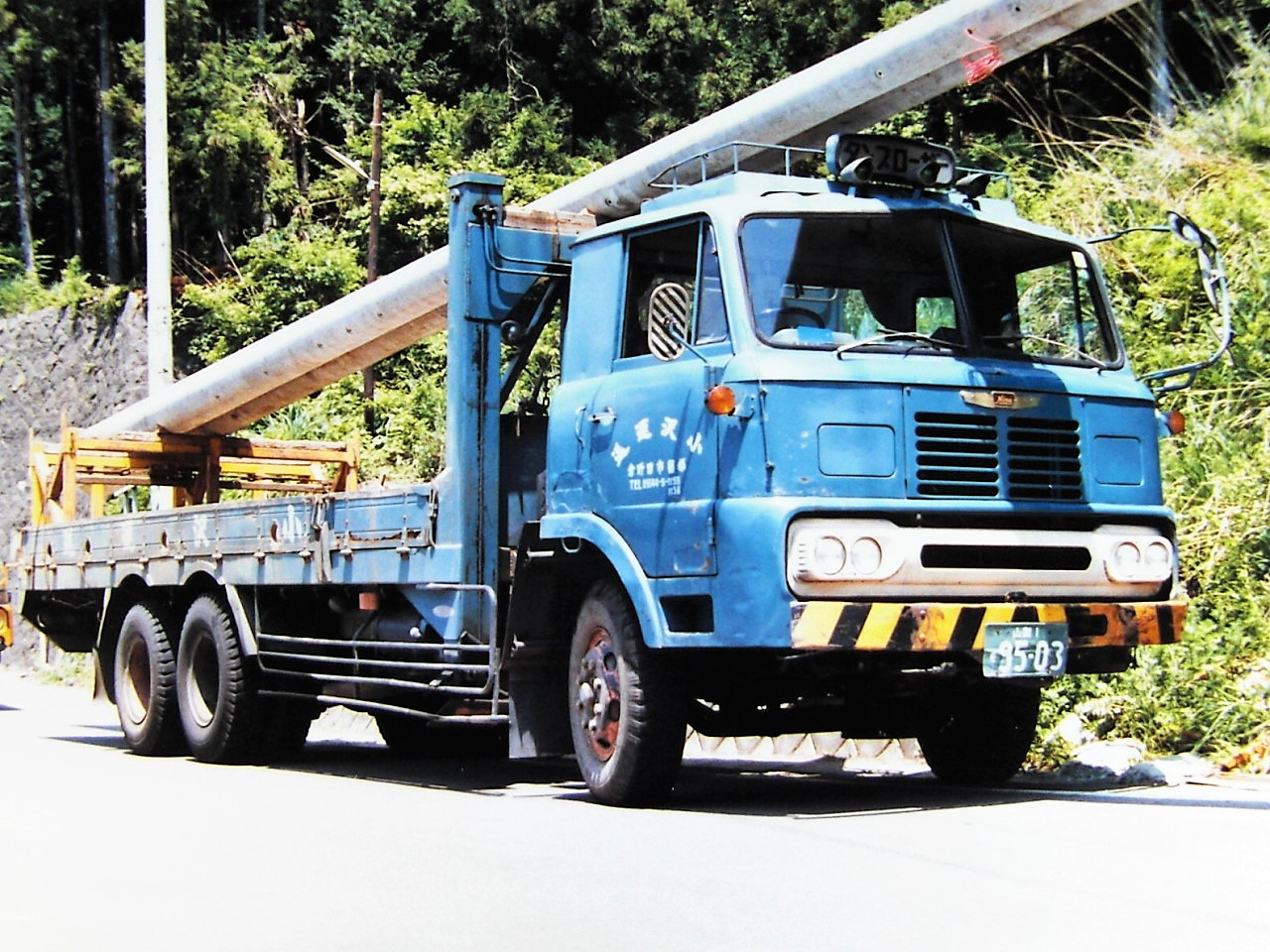
ZM700형

## 같이 보기
- 히노 자동차
- 히노 슈퍼돌핀
- 히노 프로피아
- 히노 레인저